# プレン駅
プレン駅（プレンえき、タイ語: สถานีรถไฟเปรง）は、タイ王国中部チャチューンサオ県ムアンチャチューンサオ郡にある、タイ国有鉄道東本線の駅である。

## 概要
プレン駅は、タイ王国中部チャチューンサオ県の県庁所在地で、人口約15万人が暮らすムアンチャチューンサオ郡にある、タイ国有鉄道東本線の駅である。駅の正面側は北向きである。
三等駅であり、1日当たり24列車（12往復）が発着しその全てが普通列車である（東本線には優等列車は乗り入れていない）。クルンテープ駅より46.50km地点に位置し、普通列車利用で1時間15分程度である。
駅構内に隣接してTPIセメント会社のサービスステーション（サイロ）があり、2本の専用線で接続している。セメント用タンク車で組成された貨物列車が発着する。

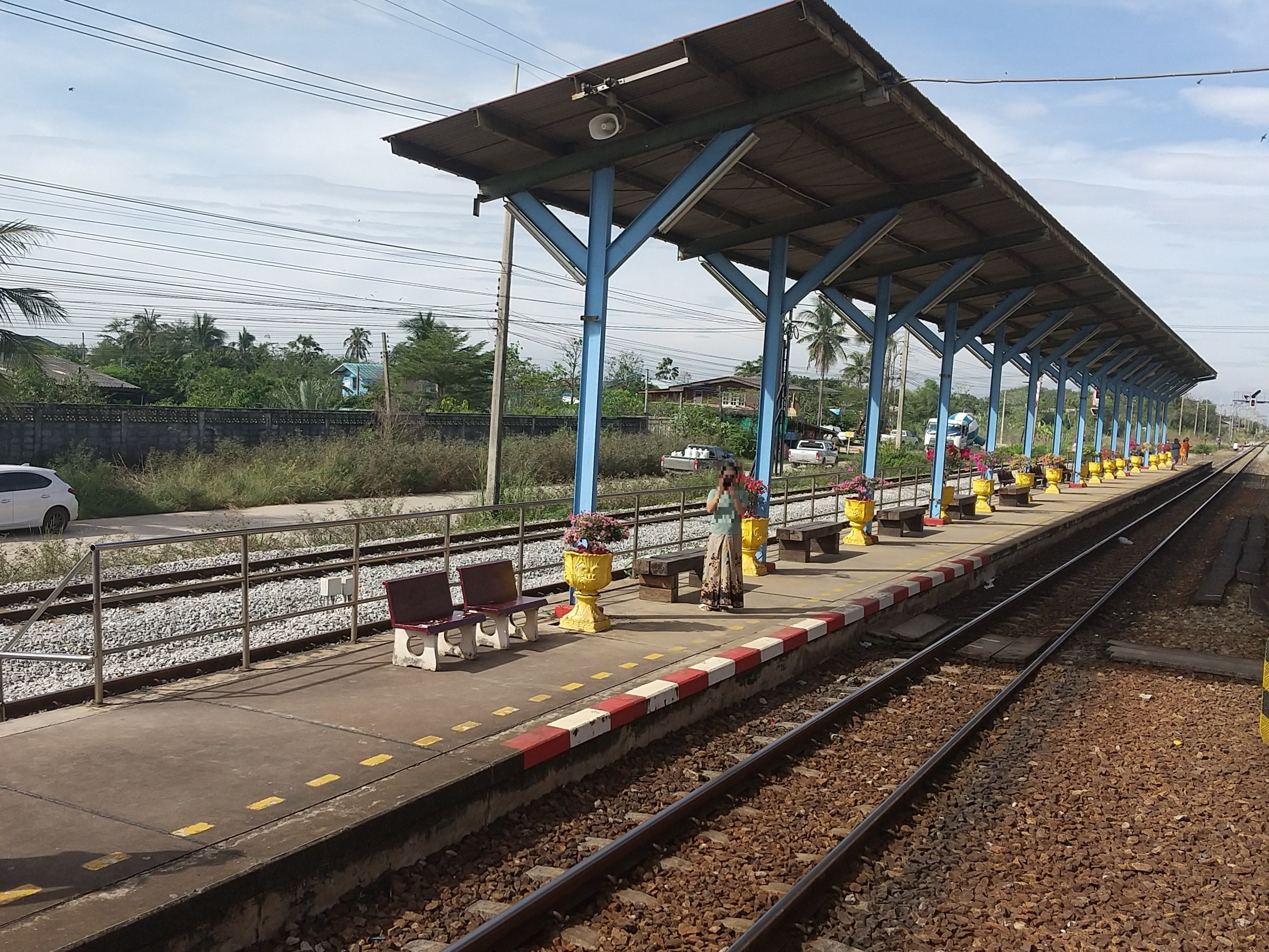
ホーム

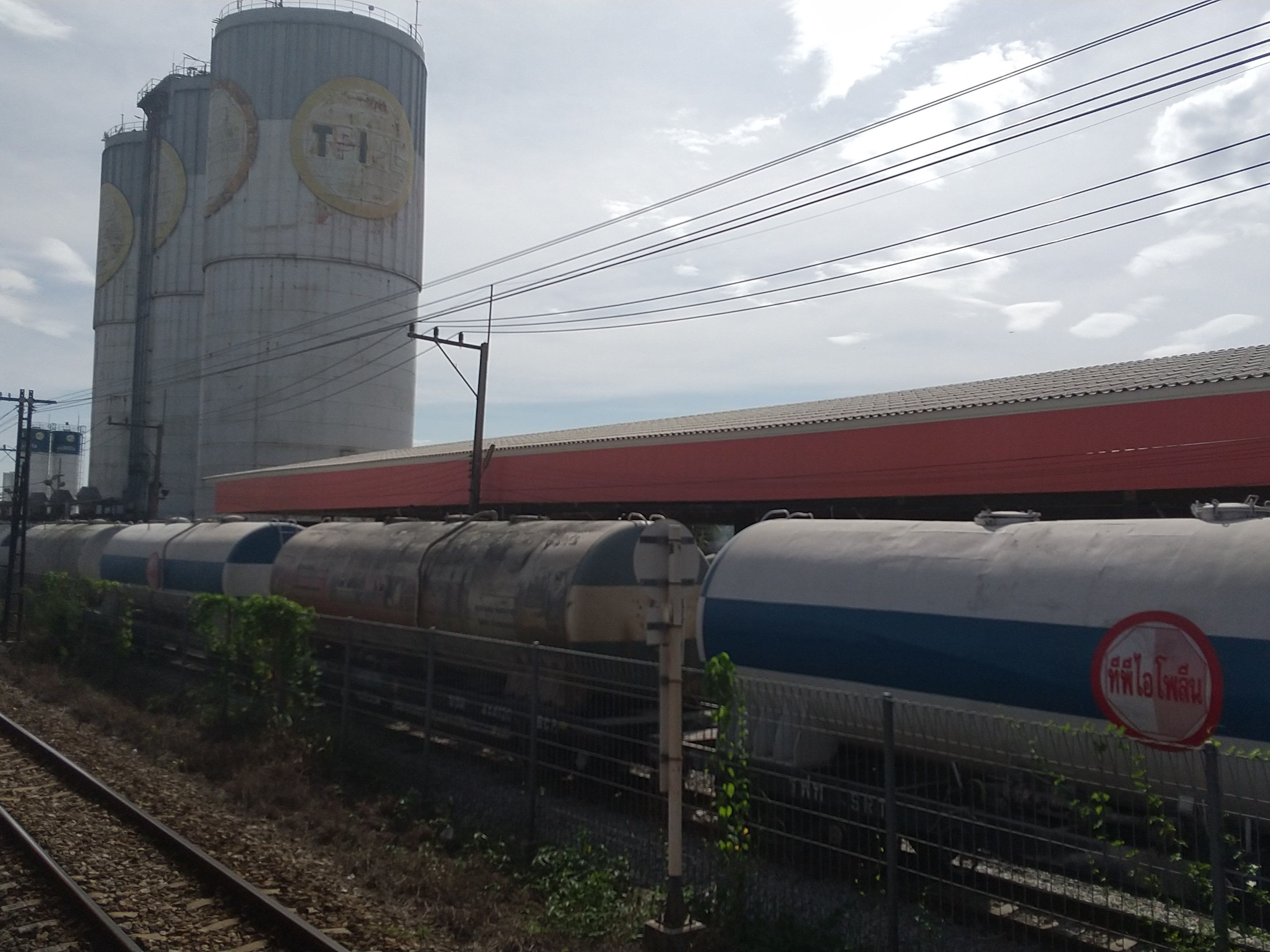
隣接するサイロ

## 歴史
1908年1月24日、当駅付近を含むタイ国鉄東本線第一期区間クルンテープ駅（バンコク） - チャチューンサオ駅間が開通。
- 1908年1月24日 【開業】クルンテープ駅 - チャチューンサオ駅 (60.99km)

## 駅構造
島式ホーム2面4線をもつ地上駅であり、駅舎はホームに面している。